# Akron (Alabama)
Akron és una població dels Estats Units a l'estat d'Alabama. Segons el cens del 2007 tenia 436 habitants.

## Demografia
Segons el cens del 2000, Akron tenia 521 habitants, 207 habitatges, i 142 famílies. La densitat de població era de 365,7 habitants per km².
Dels 207 habitatges en un 36,7% hi vivien nens de menys de 18 anys, en un 34,8% hi vivien parelles casades, en un 30,9% dones solteres, i en un 31,4% no eren unitats familiars. En el 28,5% dels habitatges hi vivien persones soles el 14,5% de les quals corresponia a persones de 65 anys o més que vivien soles. El nombre mitjà de persones vivint en cada habitatge era de 2,52 i el nombre mitjà de persones que vivien en cada família era de 3,15.
Per edats la població es repartia de la següent manera: un 29,4% tenia menys de 18 anys, un 9,8% entre 18 i 24, un 25,3% entre 25 i 44, un 20,9% de 45 a 60 i un 14,6% 65 anys o més.
L'edat mediana era de 32 anys. Per cada 100 dones hi havia 81,5 homes. Per cada 100 dones de 18 o més anys hi havia 68,8 homes.
La renda mediana per habitatge era de 19.875 $ i la renda mediana per família de 21.250 $. Els homes tenien una renda mediana de 22.396 $ mentre que les dones 18.500 $. La renda per capita de la població era de 10.929 $. Aproximadament el 37,1% de les famílies i el 40,7% de la població estaven per davall del llindar de pobresa.

## Poblacions més properes
El següent diagrama mostra les poblacions més properes.